# アハド・ハアム

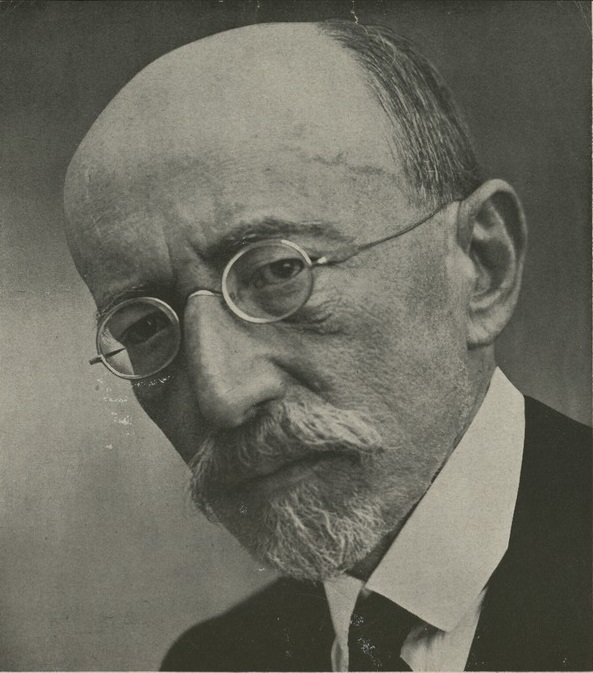
アハド・ハアム

アハド・ハアム（ヘブライ語: אחד העם, ラテン文字転写: Ahad Ha'am (Achad ha‘am), 1856年8月18日 キエフ近郊 - 1927年1月2日）は、ウクライナ出身のヘブライ語著作家・社会哲学者であり、シオニズム思想家。アハッド・ハアムとも。本名アシェル・ツヴィ・ギンズベルク (Asher Tzbhi Ginzberg)。
父のイザヤはオーストリア系の家系で、母ゴルダーはハシディズムの家の出身だった。彼は、伝統的なユダヤ教教育を受けた。
最初は主にヘブライ語文化運動の中心地であったオデッサで文筆活動を行っており、アハド・ハアムというペンネームを使い始めるのもこの時期であった。「アーハド・ハー＝アーム」というのは「イスラエルの民の一人」という意味の、一風変わった筆名であった。1907年にロンドンに拠点を移す。

## ヘブライ語運動
シオニズムや、ユダヤ教の問題について数々の評論を発表した。
アハド・ハアムの文章は、各時代のヘブライ語が無理なく自然に調和された「総体ヘブライ語（あらゆる時代のヘブライ語の単語・文法・表現法が織り混ぜられた文体であり、書き言葉としてのヘブライ語の、当時最も現代的なスタイル）」であったため、ヘブライ語の文体の成立に大きく貢献した。

## シオニズム思想
アハド・ハアムはテオドール・ヘルツルの「政治シオニズム」に対して、「精神的シオニズム」の中心的人物となった。
彼は1907年にロンドンに拠点を移したが、この時期ユダヤ人国家をウガンダに建設するウガンダ案を検討するシオニスト会議が開催されており、彼はこれに反対して反ウガンダ案の論陣を張った。
彼は、極端なウガンダ案を始め、ヘルツルらの政治的シオニズムは、「ユダヤ性」から逸脱してきていると断定した。もっとも彼は、「ディアスポラのユダヤ人をイスラエルの地に集めなければならない」とは考えていなかったという。むしろ、ユダヤ教徒への差別を初めとする問題の解決は、それぞれの土地で可能だと考えていたという。
彼はイスラエルは「精神的な中心地」として必要であるとし、イスラエルの地がユダヤ人にとって必要なのは、「ヤハドゥート（ヘブライ語では、ユダヤ教・ユダヤ的精神・「ユダヤ性」を含んだ広い概念といわれる）の問題の解決」のためであり、「ユダヤ人国家」も「ヤハドゥート」の実現のために必要なのだ、と主張した。
彼にとって、シオニズムとユダヤ人国家はあくまでユダヤ人の「精神的中心地」の復興なのであり、すべての「離散ユダヤ人」がイスラエルの地に帰還してくる必要などはなく（これは現在でも当然のことと思われる）、また「精神的ユダヤ人国家」に、「世俗的利益」にしか関心のないユダヤ人が移民してくることは許されない、と主張した。したがって、アハド・ハアムは「バルフォア宣言」にはさほど熱狂しなかったという。
また彼はバルフォア宣言以降、ユダヤ人国家建設の主張と並行して、アラブ人の民族的権利も擁護するようになった。
イギリスによるパレスチナ地方の委任統治が始まった1922年に、彼はイスラエルの地に帰還し、5年後に逝去した。アハド・ハアムのイスラエルの地への帰還は、ユダヤ教的「巡礼」に倣ったという見方もある。なお、伝統的なユダヤ教徒は、「聖地での安眠」と、メシアが最初に降りてくるというオリーブ山地区に埋葬されたい、という宗教的情熱があるという。

## 影響
国際的に著名な現代イスラエルの作家や知識人は、多くはアハド・ハアムの影響下にあると言われている。現在、再びアハド・ハアムが注目され始めているという。

### アハド・ハアムの弟子
- マルティン・ブーバー
- ユダ・レオン・マグネス
- ゲルショム・ショーレム（思想家）

### 影響を受けた人物
- アムノン・ルーベンシュタイン（政治家、作家）
- アブラハム・B・イェホシュア（作家）
- アモス・エロン（歴史家・ジャーナリスト）
- アモス・オズ

## 参考資料
- "Ha-Shiloach", 1896-1902
- ヨーゼフ・クラウスナー："Duchovnij Sionizm"（精神的シオニズム）, St. Petersburg, 1901年

 この記事にはパブリックドメインである次の文書本文が含まれる: Singer, Isidore [in 英語]; et al., eds. (1901–1906). The Jewish Encyclopedia. New York: Funk & Wagnalls. {{cite encyclopedia}}: |title=は必須です。 (説明)